# Антоний (Мельников)
Митрополи́т Анто́ний (в миру Анатолий Сергеевич Мельников; 19 февраля 1924, Москва — 29 мая 1986, Ленинград) — епископ Русской Церкви; c 29 сентября 1978 митрополит Ленинградский и Новгородский, постоянный член Священного Синода, богослов.

## Биография
Родился 19 февраля 1924 года в Москве в семье преподавателя Московского геодезического института.
По окончании средней школы в Москве, во время Великой Отечественной войны работал на одном из оборонных предприятий столицы.
В 1944 году поступил в открывшийся в июне того же года в Москве Православный Богословский институт, преобразованный в 1946 году в Московскую Духовную Академию.
С 1944 года служил иподиаконом Патриаршего Местоблюстителя, впоследствии Патриарха Алексия I.
В 1950 году окончил Академию со степенью кандидата богословия за сочинение «Пастырское душепопечение, по святителю Иоанну Златоусту». В июле этого же года вступил в число братии Свято-Троицкой Сергиевой лавры и был пострижен в монашество с именем Антоний в честь преподобного Антония Римлянина.
18 июля 1950 году рукоположён во иеродиакона; 22 июля — иеромонаха Патриархом Алексием I; определён преподавателем, а затем инспектором Одесской духовной семинарии.
В 1952 году назначен инспектором Саратовской духовной семинарии и исполняющим обязанности секретаря Саратовского Епархиального управления.
В 1956 году возведён в сан архимандрита и назначен ректором Минской духовной семинарии и наместником Жировицкого Успенского монастыря. С 1959 власти целенаправленно срывали набор в семинарию, и к началу 1963/1964 учебного года она осталась без воспитанников.
Осенью 1963 года определён ректором Одесской духовной семинарии с назначением его наместником Успенского монастыря в Одессе.
С 17 октября того же года — член Комиссии Священного Синода по вопросам христианского единства.

### Архиерейство
Постановлением Священного Синода от 20 мая 1964 года назначен епископом Белгород-Днестровским, викарием Одесской епархии, с оставлением ректором семинарии.
31 мая 1964 хиротонисан во епископа Белгород-Днестровского, викария Одесской епархии. Хиротонию совершали: патриарх Московский и всея Руси Алексий I, митрополиты Крутицкий и Коломенский Пимен (Извеков), Ленинградский и Ладожский Никодим (Ротов), Херсонский и Одесский Борис (Вик), Кишинёвский и Молдавский Нектарий (Григорьев), архиепископы Минский и Белорусский Сергий (Петров), Даниил (Юзьвюк) и епископ Онисифор (Пономарёв).
6 октября 1964 году защитил диссертацию в Московской духовной академии на учёную степень магистра богословия по теме «Жировицкий монастырь в истории западных русских епархий».
В связи с кончиной митрополита Херсонского Бориса (Вика) в феврале — мае 1965 года временно управлял Одесской епархией.
25 мая 1965 года назначен епископом Минским и Белорусским, священноархимандритом Успенского Жировичского монастыря. 8 октября того же года возведен в сан архиепископа.
C 1965 года участвовал в многочисленных зарубежных поездках от лица Московского Патриархата.
7 октября 1967 года назначен председателем редакционной коллегии сборника Богословские труды.
8 сентября 1975 года возведён в сан митрополита.

### На Ленинградской кафедре
29 сентября 1978 года назначен митрополитом Ленинградским и Новгородским. Стал по должности постоянным членом Священного Синода.
14 ноября 1978 года награждён правом ношения двух панагий.
В июле 1979 года возглавил созданный в Ленинграде филиал Отдела внешних церковных сношений.
24 июля 1981 года назначен членом постоянного Рабочего президиума и руководителем богословской рабочей группы Комиссии Священного Синода по подготовке и проведению празднования 1000-летия Крещения Руси.
Крупнейшим церковным событием в жизни Ленинградской епархии при митрополите Антонии стало празднование его 60-летия в феврале 1984 года. Он был награждён орденом Дружбы народов (четвёртым из иерархов РПЦ, после патриарха Пимена, митрополитов Филарета (Денисенко) и Алексия (Ридигера)). Поздравить юбиляра и совершить с ним литургию в Троицком соборе бывшей Александро-Невской лавры прибыли митрополиты Алексий (Ридигер), Владимир (Сабодан), архиепископы Питирим (Нечаев), Михаил (Мудьюгин), Платон (Удовенко), Герман (Тимофеев), епископы Антоний (Завгородний) и Валентин (Мищук).
29 мая 1986 года скончался в Ленинграде после продолжительной тяжелой болезни на 63-м году жизни; погребён на Никольском кладбище Александро-Невской лавры.
Собранная им личная библиотека (около 4 тысяч единиц хранения) наряду с библиотекой архиепископа Михаила (Чуба) легла в основу возрождённой Синодальной библиотеки, созданной 28 января 1987 года.

## Награды
- Орден святого равноапостольного великого князя Владимира 2-й степени (1964)
- Орден великомученика Георгия Победоносца 1-й степени (1977, Грузинская Православная Церковь)
- Орден Святого Агнца степени Командора 1-й степени (1978, Финляндская Православная Церковь)
- Орден преподобного Сергия Радонежского 1-й степени (1981)
- Орден святых апостолов Петра и Павла 1-й степени (1981, Антиохийская Православная Церковь)
- Орден Животворящего Креста Господня 1-й степени (1981, Иерусалимская Православная Церковь)
- Медаль Советского Фонда мира (1979)
- Орден Дружбы народов (1984)

## Публикации
- Летопись церковной жизни: епископ Саратовский и Балашовский Вениамин (некролог) // Журнал Московской Патриархии. М., 1955. — № 9. — С. 10-12.
- В Саратовской духовной семинарии // Журнал Московской Патриархии. М., 1956. — № 8. — С. 13.
- Делегация Эфиопской Церкви в Советском Союзе // Журнал Московской Патриархии. М., 1967. — № 2. — С. 17-21.
- Поездка делегации Русской Православной Церкви на Кипр // Журнал Московской Патриархии. М., 1967. — № 9. — С. 12-23.
- Ламбетская конференция 1968 года // Журнал Московской Патриархии. М., 1968. — № 11. — С. 49-53.
- Съезд англикано-православного содружества Преподобного Сергия Радонежского и святого мученика Албания Британского // Журнал Московской Патриархии. М., 1968. — № 12. — С. 56-59.
- У христиан Южной Индии // Журнал Московской Патриархии. М., 1969. — № 5. — С. 56-60.
- Из Евангельской истории // Богословские труды. М., 1971. — № 6. — С. 5-46.
- Две недели в Стране восходящего солнца // Журнал Московской Патриархии. М., 1972. — № 4. — С. 15-19.
- Предисловие [к сборнику «БТ», посвященному В. Н. Лосскому] // Богословские труды. М., 1972. — № 8. — С. 5-6.
- Преподобная Евфросиния Полоцкая // Богословские труды. М., 1972. — № 9. — С. 5-14
- Всемирная Миссионерская Конференция в Бангкоке // Журнал Московской Патриархии. М., 1973. — № 3. — С. 52-54.
- О христианстве в Помпеях и Геркулануме // Богословские труды. М., 1973. — № 10. — С. 59-66.
- Ответный визит делегации Русской Православной Церкви Союзу Евангелических Церквей ГДР // Журнал Московской Патриархии. М., 1973. — № 10. — С. 49-55.
- Святой равноапостольный архиепископ Японский Николай // Богословские труды. М., 1975. — № 14. — С. 5-61.
- Блаженный Августин как катехизатор // Богословские труды. М., 1976. — № 15. — С. 56-60.
- От редакции [предисловие к публикации работы епископа Шлиссельбургского Григория (Лебедева) «Евангельские образы»] // Богословские труды. М., 1976. — № 16. — С. 5.
- [Рец. на кн.:] Saumagne Ch. Saint Cyprien, évêque de Carthage et «pape» d’Afrique. Paris, 1975 = Х. Сомань. Святой Киприан, епископ Карфагенский и «папа» Африканский // Богословские труды. М., 1978. — № 18. — С. 231—237.
- Высокопреосвященнейшему митрополиту Крутицкому и Коломенскому Ювеналию, председателю Отдела внешних церковных сношений [извещение о начале работы филиала ОВЦС в Ленинграде] // Журнал Московской Патриархии. М., 1979. — № 10. — С. 5.
- Слово, сказанное в Троицком соборе в Ленинграде 4 сентября 1979 года на парастасе [в связи с годовщиной кончины митрополита Никодима (Ротова)] // Журнал Московской Патриархии. М., 1979. — № 12. — С. 28.
- Заключительное слово на поминальной трапезе 5 сентября 1979 года [в связи с годовщиной кончины митрополита Никодима (Ротова)] // Журнал Московской Патриархии. М., 1979. — № 12. — С. 32.
- Миссия Русской Православной Церкви в прошлом и настоящем // Журнал Московской Патриархии. М., 1982. — № 5. — С. 49-57.
- В день памяти святителя Никиты, епископа Новгородского (к 875-летию со дня преставления) // Журнал Московской Патриархии. М., 1983. — № 4. — С. 33.
- К 175-летию Ленинградской Духовной Академии (1809—1984) // Богословские труды. М., 1986. №Сб. ЛДА. — С. 5
- Предисловие [к сборнику «БТ», посвященному 300-летию МДА] // Богословские труды. М., 1986. №Сб. МДА. — С. 5.
- О духовном трезвении // Журнал Московской Патриархии. М., 1986. — № 9. — С. 35-36.
- Из истории новгородской иконографии [библ. 53] // Богословские труды. М., 1986. — № 27. — С. 61-80.
- Епископ Могилевский и Мстиславский Виталий Гречулевич (к 90-летию кончины) // Журнал Московской Патриархии. М., 1975. — № 9. — С. 64-66.
- Предисловие [памяти митрополита Ленинградского и Новгородского Никодима (Ротова)] // Богословские труды. М., 1979. — № 20. — С. 3-4.
- «Процвела, яко крин, пустыня» [О возрождении Троице-Сергиевой лавры] // Санкт-Петербургский церковный вестник. 2006, № 5. — С. 19—21.
- Отзыв на работу митрополита Мануила «Русские православные иерархи периода с 1893 по 1965 год (включительно)» // «Церковно-исторический вестник», 2005—2006. — № 12-13. — С. 239—247.